# Dicranomyia (Dicranomyia) hardyana
Dicranomyia (Dicranomyia) hardyana is een tweevleugelige uit de familie steltmuggen (Limoniidae). De soort komt voor in het Australaziatisch gebied.